# Rumeana Jeleva
Rumeana Jeleva (în bulgară Румяна Русева Желева; n. 18 aprilie 1969, Nova Zagora, Sliven, Bulgaria) este un om politic bulgar, membru al Parlamentului European în perioada 2007-2009 din partea Bulgariei. 2009-2010 a fost ministrul afacerilor externe al Bulgariei.